# Altiero Spinelli
Altiero Spinelli (31. srpna 1907, Řím – 23. května 1986, Řím) byl italský politik a Evropský federalista. Stál za založením Evropského Federalistického hnutí v Miláně. 

## Život
Spinelli se narodil v Římě do socialistické rodiny, již v mládí vstoupil do komunistické strany a projevoval se jako antifašista, kvůli čemuž byl vězněn pod nadvládou tehdejšího fašistického režimu ve věznicích po celé Itálii. Poslední z nich byla věznice ve Ventotene, kde byl vězněn několik let spolu se stovkami dalších odpůrců fašistického režimu, mezi lety 1940-1941 sepsal spolu s Ernesto Rossim dokument, jež vyzývá ke sjednocení Evropy ve federálním smyslu, později známý jako Manifest z Ventotene, ke kterému se po celou dobu své pozdější kariéry odvolával a obhajoval ho.
Po skončení války hrál klíčovou roli v začátcích Evropské integrace, když se suverénní státy Evropy spojovaly a navazovaly mezi sebou pouta, jakožto propagátor federalismu, ale i kriticky myslící advokát. Šest let byl členem Evropské komise (1970-1976) a později členem prvního zvoleného Evropského parlamentu a to deset let až do své smrti. Na jeho počest byla pojmenována hlavní budova Evropského parlamentu v Bruselu.